# Сюда-баба
Сю́да-ба́ба (пол. Siuda Baba) — старый краковский обряд обхода домов «бабой» в лохмотьях с лицом в саже и пепле. Исполняется на следующий день после Пасхи.

## Описание обряда
В настоящее время этот обычай можно встретить только в окрестностях Велички, в деревне Ледница-Гурна, что недалеко от Кракова. Там Сюда-баба в Поливальный понедельник посещает дома жителей в сопровождении других участников обряда переодетых в «цыгана» и «трубочиста», а также музыкантов в народных костюмах.
Сюда-бабой наряжается мужчина: надевает лохмотья, бусы из каштанов или картофеля, большой крест, вымазывает лицо сажей, за спину вешает большую корзину, а в руку берёт кнут, вымазанный в саже. Сюда-баба ходит по деревне, заходя в некоторые дома, где её и сопровождающих участников обряда угощают. Участники обряда поют песни и стараются измазать лица и руки хозяев заранее приготовленной сажей.
Когда Сюда-баба идёт по деревне, дети и зеваки, бегая за ней, выкрикивают:
Сюда-баба, рыжая пепельная

С плёткой носится.

Сюда-баба, рыжая пепельная

Что печные трубы выметает.
Оригинальный текст (пол.)Siuda, ruda popielata

Z batem lata.

Siuda, ruda popielata

Co kominy wymiata.

Эта традиция связана с весенними славянскими обрядами изгнания зимы. С этой традицией связана легенда о некогда существовавшем языческом капище в Леднице-Гурна. Жрица, хранительница огня в святилище, раз в год весной покидала его для того, чтобы найти себе преемницу. Так как весь год жрице огня не разрешалось мыться и расчёсываться, то в село она возвращалась растрёпанная, в копоти и износившейся одежде, неся в большой котомке за спиной остальные вещи. Возвратившись в село, она ходила по домам и искала себе преемницу. Выбранная девушка могла откупиться, щедро угощая гостью. Но если ей это не удавалось, или она не возражала, то становилась очередной жрицей огня на следующий год.

## Ссылка
- Мокрый понедельник (liveinternet.ru)
- Традиционные народные праздники ч.1 (polska.org.ua)
- Easter Monday — Poniedziałek Wielkanocny (pajtoday.blogspot.ru)  (англ.)
- Tasting Malopolska. Easter (symposium.pl)  (англ.)
- Calendar of Polish and local holidays (film-commission.pl)  (пол.)